# John Rousakis
John Rousakis (Savannah, 14 gennaio 1929 – 10 dicembre 2010) è stato un politico statunitense, 61° sindaco della città di Savannah, primo uomo di origine greca a ricoprire questa carica.
Dopo una carriera come giocatore di pallacanestro e agente assicurativo, nel 1965 entrò in politica, riuscendo ad essere eletto nel consiglio della Contea di Chatham, istituzione di cui in seguito riuscì a diventare vicepresidente.
Nel 1970 venne eletto sindaco di Savannah, sconfiggendo il detentore della carica, il repubblicano Julius Curtis Lewis, Jr. con il 55% delle preferenze . Il suo incarico fu confermato nelle elezioni comunali del 1974, 1978, 1982 e 1986. In questo lungo arco temporale River Street venne rivitalizzata, il dipartimento di polizia e i lavori pubblici furono modernizzati e vennero intraprese opere di contrasto all'inquinamento del fiume cittadino; d'altro canto però la situazione dell'edilizia pubblica subì un peggioramento e anche il numero di crimini e i tassi di mortalità violenta registrarono un aumento.
Il suo quinto mandato venne prolungato di anno dalla Assemblea Generale della Georgia, ma Rousakis fu poi sconfitto dalla sfidante repubblicana Susan Weiner nel 1991, raccogliendo solo il 46% delle preferenzer.
Nel 1995 si ripresentò alle elezioni concorrendo di nuovo per la carica di sindaco di Savannah, stavolta come indipendente, ma si fermò al 23%, finendo terzo.